# Mistrzostwa Europy w Pływaniu 1962
10. Mistrzostwa Europy w Pływaniu odbyły się w Lipsku w NRD w dniach 18–25 sierpnia 1962 roku, pod patronatem Europejskiej Federacji Pływackiej (LEN – Ligue Européenne de Natation). Oprócz zawodów pływackich na basenie 50-metrowym zawodnicy rywalizowali także w skokach do wody.

## Mężczyźni

### 100 m stylem dowolnym mężczyzn
| Miejsce | Zawodnik         | Narodowość | Czas |
| ------- | ---------------- | ---------- | ---- |
|         | Alain Gottvallès | Francja    | 55,0 |
|         | Per-Ola Lindberg | Szwecja    | 55,5 |
|         | Ronald Kroon     | Holandia   | 55,5 |

### 400 m stylem dowolnym mężczyzn
| Miejsce | Zawodnik       | Narodowość | Czas   |
| ------- | -------------- | ---------- | ------ |
|         | Jan Bontekoe   | Holandia   | 4:25,6 |
|         | Hans Rosendahl | Szwecja    | 4:25,8 |
|         | Frank Wiegand  | NRD        | 4:26,8 |

### 1500 m stylem dowolnym mężczyzn
| Miejsce | Zawodnik        | Narodowość      | Czas    |
| ------- | --------------- | --------------- | ------- |
|         | József Katona   | Węgry           | 17:49,5 |
|         | Miguel Torres   | Hiszpania       | 17:55,6 |
|         | Richard Campion | Wielka Brytania | 17:59,8 |

### 200 m stylem grzbietowym mężczyzn
| Miejsce | Zawodnik        | Narodowość | Czas   |
| ------- | --------------- | ---------- | ------ |
|         | Leonid Barbier  | ZSRR       | 2:16,6 |
|         | Wolfgang Wagner | NRD        | 2:17,9 |
|         | József Tsikány  | Węgry      | 2:18,5 |

### 200 m stylem klasycznym mężczyzn
| Miejsce | Zawodnik             | Narodowość | Czas   |
| ------- | -------------------- | ---------- | ------ |
|         | Gieorgij Prokopienko | ZSRR       | 2:32,8 |
|         | Iwan Karetnikow      | ZSRR       | 2:33,2 |
|         | Robert van Empen     | Holandia   | 2:38,1 |

### 200 m stylem motylkowym mężczyzn
| Miejsce | Zawodnik        | Narodowość      | Czas   |
| ------- | --------------- | --------------- | ------ |
|         | Walentin Kuzmin | ZSRR            | 2:14,2 |
|         | Brian Jenkins   | Wielka Brytania | 2:15,6 |
|         | Wolfgang Sieber | NRD             | 2:18,0 |

### 400 m stylem zmiennym mężczyzn
| Miejsce | Zawodnik          | Narodowość | Czas   |
| ------- | ----------------- | ---------- | ------ |
|         | Giennadij Anrosow | ZSRR       | 5:01,3 |
|         | Jan Jiskoot       | Holandia   | 5:05,5 |
|         | Jürgen Bachmann   | NRD        | 5:05,9 |

### 4×100m stylem dowolnym mężczyzn
| Miejsce | Zawodnicy                                                               | Narodowość      | Czas   |
| ------- | ----------------------------------------------------------------------- | --------------- | ------ |
|         | Alain Gottvallès Jean-Pascal Curtillet Robert Christophe Gérard Gropaiz | Francja         | 3:43,7 |
|         | Bob McGregor John Martin-Dye Peter Kendrew Stanley Clarke               | Wielka Brytania | 3:44,7 |
|         | Bengt-Olof Nordvall Jan Lundin Mats Svensson Per-Ola Lindberg           | Szwecja         | 3:45,0 |

### 4×200m stylem dowolnym mężczyzn
| Miejsce | Zawodnicy                                                               | Narodowość | Czas   |
| ------- | ----------------------------------------------------------------------- | ---------- | ------ |
|         | Hans Rosendahl Per-Ola Lindberg Mats Svensson Lars-Erik Bengtsson       | Szwecja    | 8:18,4 |
|         | Gérard Gropaiz Alain Gottvallès Jean-Pascal Curtillet Robert Christophe | Francja    | 8:20,4 |
|         | Joachim Herbst Martin Klink Frank Wiegand Volker Frischke               | NRD        | 8:24,6 |

### 4×100m stylem zmiennym mężczyzn
| Miejsce | Zawodnicy                                                        | Narodowość | Czas   |
| ------- | ---------------------------------------------------------------- | ---------- | ------ |
|         | Jürgen Dietze Egon Henninger Horst-Günter Gregor Frank Wiegand   | NRD        | 4:09,0 |
|         | Veliko Siymar Leonid Kolesnikow Walentin Kuzmin Wiktor Konopljow | ZSRR       | 4:10,3 |
|         | Jan Weeteling Wieger Mensonides Jan Jiskoot Ronald Kroon         | Holandia   | 4:10,9 |

### Skoki do wody

#### Skoki z trampoliny 3-metrowej mężczyzn
| Miejsce | Zawodnik           | Narodowość | Punkty |
| ------- | ------------------ | ---------- | ------ |
|         | Kurt Mrkwicka      | Austria    | 147,21 |
|         | Hans-Dieter Pophal | NRD        | 145,70 |
|         | Denis Poluliach    | ZSRR       | 145,20 |

#### Skoki z wieży 10-metrowej mężczyzn
| Miejsce | Zawodnik         | Narodowość      | Punkty |
| ------- | ---------------- | --------------- | ------ |
|         | Brian Phelps     | Wielka Brytania | 150,81 |
|         | Rolf Sperling    | NRD             | 148,24 |
|         | Giennadij Gałkin | ZSRR            | 143,18 |

## Kobiety

### 100 m stylem dowolnym kobiet
| Miejsce | Zawodniczka     | Narodowość      | Czas   |
| ------- | --------------- | --------------- | ------ |
|         | Heidi Pechstein | NRD             | 1:03:3 |
|         | Diana Wilkinson | Wielka Brytania | 1:03:3 |
|         | Ineke Tigelaar  | Holandia        | 1:03,3 |

### 400 m stylem dowolnym kobiet
| Miejsce | Zawodniczka         | Narodowość | Czas   |
| ------- | ------------------- | ---------- | ------ |
|         | Andrie Lasterie     | Holandia   | 4:52,4 |
|         | Ineke Tigelaar      | Holandia   | 4:57,3 |
|         | Elisabeth Ljunggren | Szwecja    | 4:58,1 |

### 100 m stylem grzbietowym kobiet
| Miejsce | Zawodniczka      | Narodowość | Czas   |
| ------- | ---------------- | ---------- | ------ |
|         | Rita van Velsen  | Holandia   | 1:10,5 |
|         | Cornelia Winkel  | Holandia   | 1:10,7 |
|         | Veronika Holletz | NRD        | 1:11,3 |

### 200 m stylem klasycznym kobiet
| Miejsce | Zawodniczka      | Narodowość      | Czas   |
| ------- | ---------------- | --------------- | ------ |
|         | Anita Lonsbrough | Wielka Brytania | 2:50,2 |
|         | Klenie Bimolt    | Holandia        | 2:51,2 |
|         | Ursula Küper     | NRD             | 2:52,2 |

### 100 m stylem motylkowym kobiet
| Miejsce | Zawodniczka        | Narodowość | Czas   |
| ------- | ------------------ | ---------- | ------ |
|         | Ada Kok            | Holandia   | 1:09,0 |
|         | Ute Noack          | NRD        | 1:10,0 |
|         | Marianne Heemskerk | Holandia   | 1:10,3 |

### 400 m stylem zmiennym kobiet
| Miejsce | Zawodniczka      | Narodowość      | Czas   |
| ------- | ---------------- | --------------- | ------ |
|         | Adrie Lasterie   | Holandia        | 5:27,8 |
|         | Anita Lonsbrough | Wielka Brytania | 5:32,3 |
|         | Márta Egervári   | Węgry           | 5:33,3 |

### 4×100m stylem dowolnym kobiet
| Miejsce | Zawodniczki                                                    | Narodowość      | Czas   |
| ------- | -------------------------------------------------------------- | --------------- | ------ |
|         | Cocky Gastelaars Adrie Lasterie Erica Terpstra Ineke Tigelaar  | Holandia        | 4:15,1 |
|         | Linda Amos Adrienne Brenner Jennifer Thompson Diana Wilkinson  | Wielka Brytania | 4:16,9 |
|         | Mária Frank Zsuzsa Kovács Csilla Dobai-Madarász Katalin Takacs | Węgry           | 4:17,5 |

### 4×100m stylem zmiennym kobiet
| Miejsce | Zawodniczki                                                         | Narodowość      | Czas   |
| ------- | ------------------------------------------------------------------- | --------------- | ------ |
|         | Ingrid Schmidt Barbara Göbel Ute Noack Heidi Pechstein              | NRD             | 4:40,1 |
|         | Ria van Velsen Klenie Bimolt Ada Kok Ineke Tigelaar                 | Holandia        | 4:42,9 |
|         | Linda Ludgrove Anita Lonsbrough Mary-Anne Cotterill Diana Wilkinson | Wielka Brytania | 4:46,2 |

### Skoki do wody

#### Skoki z trampoliny 3-metrowej kobiet
| Miejsce | Zawodniczka        | Narodowość | Punkty |
| ------- | ------------------ | ---------- | ------ |
|         | Ingrid Krämer      | NRD        | 153,57 |
|         | Christiane Lanzke  | NRD        | 137,78 |
|         | Natalia Kuzniecowa | ZSRR       | 133,78 |

#### Skoki z wieży 10-metrowej kobiet
| Miejsce | Zawodniczka     | Narodowość | Punkty |
| ------- | --------------- | ---------- | ------ |
|         | Ingrid Krämer   | NRD        | 107,96 |
|         | Ninel Krutowa   | ZSRR       | 95,92  |
|         | Gabriele Schöpe | NRD        | 90,88  |

## Klasyfikacja medalowa
| Klasyfikacja medalowa |                 |   |   |   |     |
| Lp.                   | Państwo         | Z | S | B | R-m |
| 1                     | Holandia        | 6 | 5 | 5 | 16  |
| 2                     | NRD             | 5 | 5 | 7 | 17  |
| 3                     | ZSRR            | 4 | 3 | 3 | 10  |
| 4                     | Wielka Brytania | 2 | 5 | 2 | 9   |
| 5                     | Francja         | 2 | 1 | 0 | 3   |
| 6                     | Szwecja         | 1 | 2 | 2 | 5   |
| 7                     | Węgry           | 1 | 0 | 3 | 4   |
| 8                     | Austria         | 1 | 0 | 0 | 1   |
| 9                     | Hiszpania       | 0 | 1 | 0 | 1   |